# Ducula radiata
Il piccione imperiale testagrigia (Ducula radiata Quoy e Gaimard, 1832) è un uccello della famiglia dei Columbidi.

## Descrizione
Il piccione imperiale testagrigia è lungo 36–39 cm e pesa 295 g. Il capo, la parte anteriore del collo e il petto sono grigio chiaro nel maschio e scuro nella femmina, la parte posteriore del collo è nera nel maschio e marrone nella femmina, le ali, il dorso e la coda sono verde iridescente e la parte centrale del dorso è marrone e maggiormente estesa nel maschio. La coda ha una banda grigia mediana bordata di nero. L'iride è arancione, becco nero, zampe rosso scuro.

## Biologia
Ricerca sugli alberi i frutti di cui si nutre in genere in piccoli gruppi. Costruisce il nido nelle cavità e nei costoni rocciosi delle montagne e depone un singolo uovo. Compie spostamenti altitudinali per la ricerca del cibo.

## Distribuzione e habitat
Vive nelle foreste di montagna e ai loro confini tra i 200 e i 2400 metri, con una maggiore abbondanza tra i 1600 e i 2200 metri nell'isola di Sulawesi.